# Берг, Герман ван ден
Граф Герман ван ден Берг (нидерл. Frederik van den Bergh; 2 августа 1558, Херенберг — 12 августа 1611, Спа), маркграф ван Берген-оп-Зом — государственный и военный деятель Испанских Нидерландов.

## Биография
Сын графа Виллема IV ван ден Берга и Марии фон Нассау.
Начал службу в войсках Соединенных провинций, где был ритмейстером и командиром гарнизона. В 1583 году, после ареста отца, заподозренного в связях с испанцами, Герман и его братья также были схвачены, но их вина не была доказана и вскоре всех отпустили. В следующем году они перешли на службу королю Испании.
В Испанских Нидерландах Герман стал кавалерийским командиром и служил под началом Жана-Батиста де Тассиса.
В битве при Амеронгене 23 января 1585 он возглавил резерв и своей решительной атакой внес большой вклад в победу. В следующем году он совершил набег на Зевенволден под командованием Тассиса и был ранен в битве при Боксуме 23 января 1586. В 1591 году потерял глаз во время храброй обороны Девентера, который сдал Морицу Оранскому на почетную капитуляцию. В 1593 году, когда граф Герман уже был полковником полка голландской пехоты на испанской службе, он стал губернатором и генерал-капитаном испанского Гелдерланда.
В 1595 году оказал сильную поддержку экспедиции, предпринятой Мондрагоном. С тех пор он проживал в Венло, защищая города своей провинции (так называемой Верхней четверти) и земли, расположенные в Германии. Его задачей было формирование и прикрытие конвоев, предупреждение о действиях врага, совершение диверсий при проведении крупных военных акций. Это был неблагодарная, но важная деятельность, за которую не только эрцгерцоги Альбрехт и Изабелла, но и все другие выдающиеся люди в Испанских Нидерландах воздавали должное его политике и его благоразумию. Он подавил мятежи в испанской армии в Граве и Верте, и внес большой вклад в оказание помощи Хертогенбосу.
24 июля 1601 в знак признания заслуг был пожалован Филиппом III в рыцари ордена Золотого руна.

## Семья
Жена (1599): Мария Мансия ван Виттем (29.08.1581—28.07.1613), маркграфиня ван Берген-оп-Зом, дочь Яна IV ван Виттема, графа ван Зебрюгге, и Марии Маргареты де Мерод-Вестерло, маркграфини ван Берген-оп-Зом. Вторым браком вышла за Гийома III де Мелёна, принца д'Эпинуа
Дочь:
- Мария Элизабет (1610—1633), маркграфиня ван Берген-оп-Зом. Муж (1625): граф Альберт ван ден Берг (1607—1656), ее двоюродный брат. Брак бездетный